# Испанский грипп

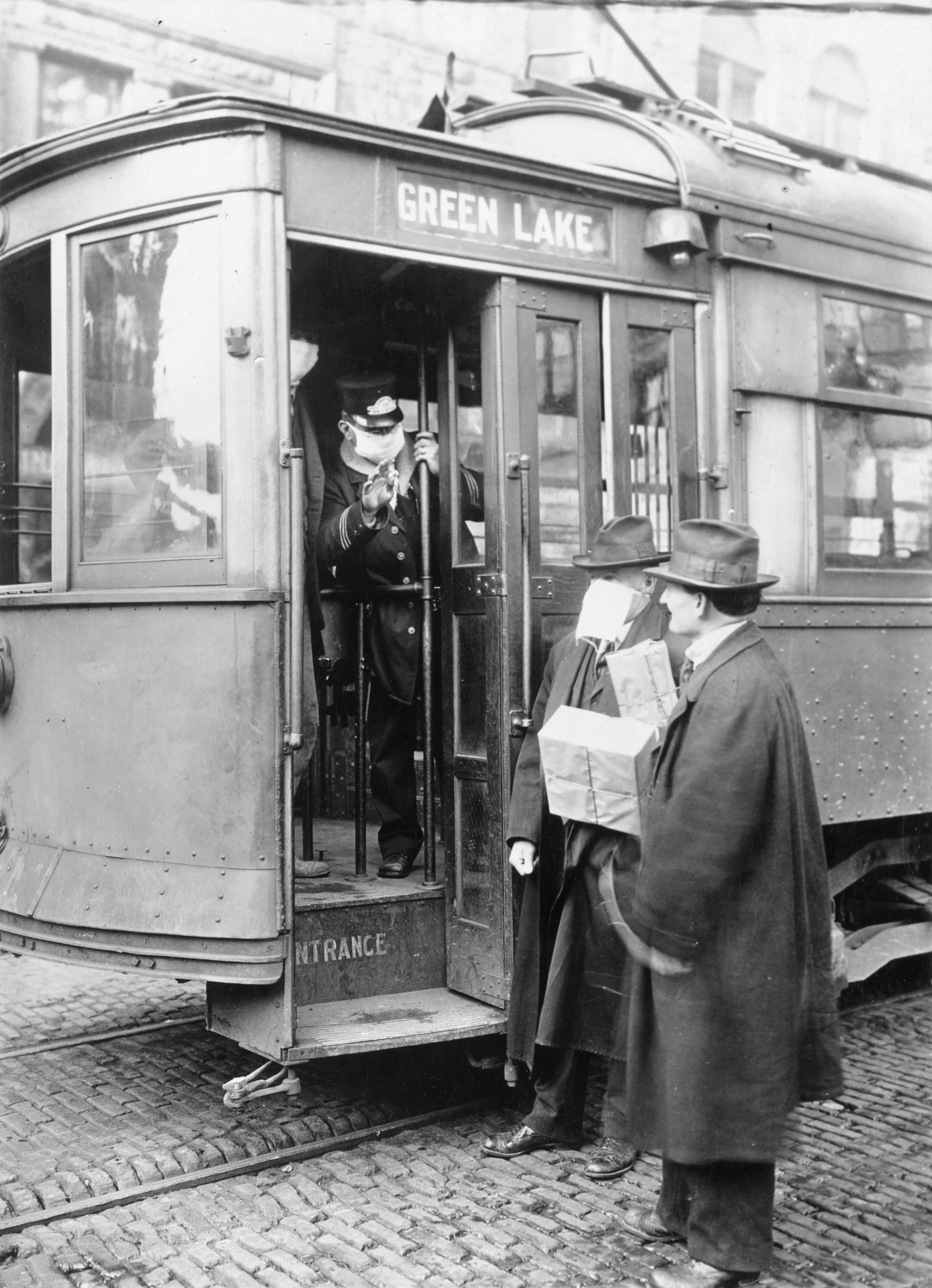
В Сиэтле во время «испанки» пассажиров пускали в трамвай только в защитных масках

Испа́нский грипп, или «испа́нка» (фр. grippe espagnole или исп. gripe española) — общепринятое название гриппа во время масштабной пандемии, продолжавшейся с 1918 по 1920 год. Заболевание было вызвано вирусом серотипа H1N1 и поразило не менее 550 миллионов человек (около 30 % населения Земли). Число умерших от «испанки» достоверно неизвестно, различные оценки составляют от 17,4 млн до 100 млн человек (0,9—5,3 % населения Земли), что позволяет считать эту пандемию одной из наиболее масштабных катастроф в истории человечества. Однако научные источники оценивают летальность в 2,5 %, что в 25 раз выше, чем при гриппе другой этиологии, что в соотношении к числу заражённых даёт смертность в размере 12,5 млн человек. Пандемия началась не ранее 1916 года, во время Первой мировой войны, есть три версии происхождения «нулевого пациента», и они отнюдь не испанские. Считается, что развитию пандемии способствовали тяготы военного времени — антисанитария, плохое питание, скученность людей в военных лагерях и лагерях беженцев.
Место начала пандемии однозначно не установлено, однако вызвавший её грипп получил название «испанский». Причиной этого считают то обстоятельство, что военная цензура участвующих в Первой мировой войне стран не допускала сообщений о начавшейся в армии и среди населения эпидемии. В результате нейтральная Испания первой из европейских стран публично объявила о пандемии заболевания в мае—июне 1918 года.
История пандемии 1918—1919 годов содержит много ценных данных для понимания эпидемиологических отношений и несомненно устанавливает тесную связь между распространением гриппозных заболеваний и условиями социально-экономического порядка.

## Происхождение
Североамериканское происхождение подтверждает Альфред В. Кросби (США), который указывает на один из первых зарегистрированных случаев в форте Райли, в Канзасе, 11 марта 1918 г. «Нулевым пациентом» называют также повара А. Гитчела в военном лагере Фанстон в Канзасе, заболевшего 4 марта. Таким образом, в Европу вирус могли завезти военнослужащие США, после чего он поразил армии Антанты и Четверного союза.
Франко-британское. Британские учёные нашли признаки зарождения эпидемии на военной базе Этапль в Северной Франции. Возможно, первым описанием смерти от испанского гриппа является статья группы британских военных врачей, опубликованная в журнале The Lancet в июле 1917 года и описывающая симптомы скончавшегося британского солдата Гарри Андердауна.
Китайское. Эту версию выдвинули в 1990-х годах канадские и американские авторы, связывая её с перевозкой 90 тыс. китайских рабочих в Европу зимой 1917—1918 гг.. Китайские учёные, напротив, утверждают, что испанка ранее мая 1918 г. в Китае не отмечалась.
До сих пор учёные не пришли к единому мнению относительно времени появления вируса A/H1N1 1918, однако анализ его генетического материала указывает на происхождение около 1915 года.

## Картина болезни
В мае 1918 года в Испании было заражено 8 миллионов человек или 39 % её населения («испанкой» переболел и король Альфонсо XIII). Многие жертвы гриппа были людьми возрастной группы 20—40 лет (обычно высокому риску подвержены только дети, люди преклонного возраста, беременные женщины и люди с некоторыми хроническими заболеваниями).
Начиная с августа 1918 года для тяжёлого течения гриппа была характерна пневмония с сильным удушьем, цианозом с пятнами цвета красного дерева такой интенсивности, что «трудно бывает отличить цветных мужчин от белых». Очевидцы повсеместно отмечали данный симптом, а медсёстрам это помогало сортировать поступающих больных: они смотрели на цвет ног пациентов. На более поздних стадиях болезни вирус вызывал внутрилёгочное кровотечение, в результате которого больной захлёбывался собственной кровью. 
Наиболее вероятно, что основной причиной высокой смертности стала особенность этого штамма вируса, вызывающая гиперцитокинемию, приводившую к быстрому разрушению воспалённых тканей лёгких и заполнению последних жидкостью, что также объясняет молниеносность и крайне высокую летальность заболевания именно среди молодых больных с крепким и развитым иммунитетом.

### Распространение, масштабы смертности

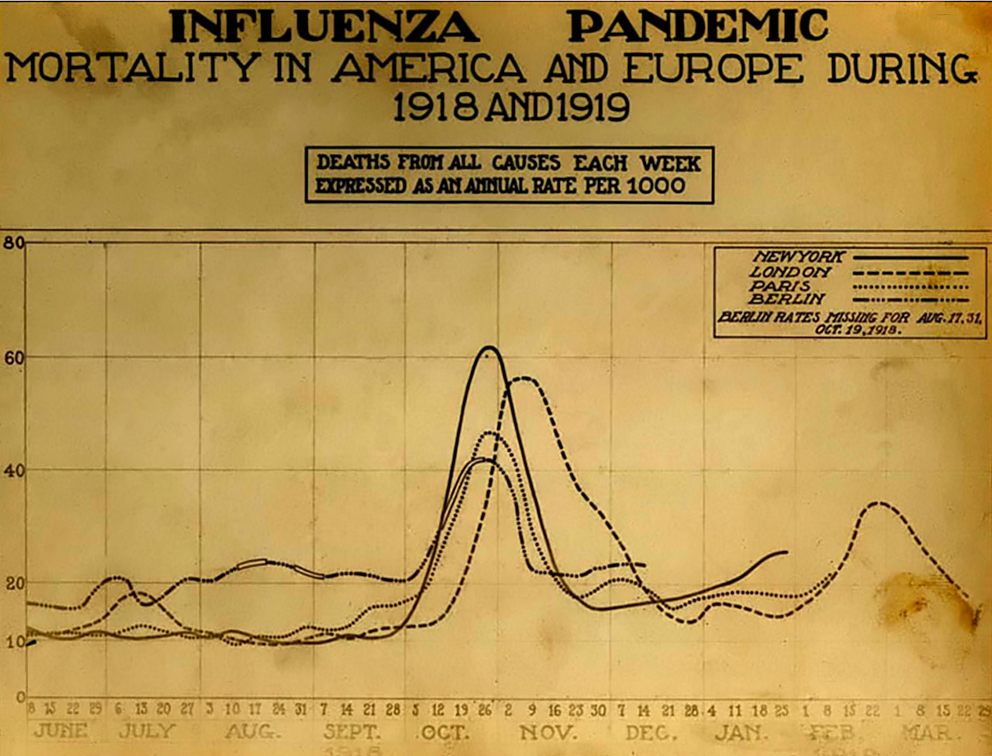
График смертности по неделям: Лондон, Нью-Йорк, Париж, Берлин

До сих пор не совсем ясно, где впервые появился очаг пандемии 1918 года. Название «испанская болезнь» указывает лишь страну, где об эпидемии писали открыто в отсутствие военной цензуры. В январе и феврале эпидемия появилась в Америке, в апреле разразилась во Франции, в мае — в Швейцарии, Испании, Италии, Сербии и Англии, а затем в Южной Африке. В июне — в Польше, Румынии, Швеции и Германии и, кроме того, в Индии. В июле она была в Бельгии, Голландии и Дании. Этим и закончилась её первая волна; число заболеваний стало уменьшаться, и наступило временное затишье. Но в августе и сентябре снова повсюду начались массовые заболевания. Заболеваемость гриппом в эти годы охватила все континенты Земли (кроме Антарктиды). В Японии в январе 1919 года было до 20 млн больных (что составило 35 % населения) и 250 тысяч умерших от гриппа. В отдельных странах заболеваемость колебалась и охватывала от 20 до 80 % всего населения.
Вследствие технического прогресса транспортных средств (поезда, дирижабли, скоростные корабли) болезнь распространилась очень быстро по всей планете. В некоторых странах на целый год были закрыты публичные места, суды, школы, церкви, театры, кино. Иногда продавцы запрещали покупателям заходить в магазины — заказы исполняли на улице. В Прескотте (Аризона, США) были запрещены рукопожатия. В некоторых странах[каких?] был введён военный режим.
| Годы | Англия | Германия | Нидерланды | Дания | Испания | Норвегия | Швейцария | Швеция |
| 1913 | 17     | 8        | 8          | 11    | 43      | 4        | 23        | 5      |
| 1914 | 16     | 8        | 5          | 5     | 38      | 2        | 11        | 5      |
| 1915 | 30     | 9        | 10         | 20    | 32      | 8        | 23        | 18     |
| 1916 | 25     | 10       | 10         | 15    | 34      | 7        | -         | 6      |
| 1917 | 22     | 11       | 7          | 16    | 35      | 4        | -         | 4      |
| 1918 | 336    | 293      | 259        | 336   | 710     | 286      | 543       | 471    |
| 1919 | 122    | 68       | 23         | 138   | 101     | 67       | -         | 126    |
| 1920 | 28     | 96       | 36         | 97    | 86      | 14       | 94        | 49     |
| ---- | ------ | -------- | ---------- | ----- | ------- | -------- | --------- | ------ |
| 1921 | 24     | 27       | 7          | 5     | 27      | 2        | 12        | 8      |
| 1922 | 56     | 64       | 52         | 46    | 37      | 20       | 44        | 37     |
| 1923 | 22     | 39       | 11         | 21    | 38      | 13       | 14        | 4      |

### Волны
Первая волна пандемии происходила весной-летом 1918 года, и при ней количество летальных исходов было относительно небольшим. В августе 1918 года количество заболевших резко снизилось, что было принято за конец пандемии.
Тем не менее с осени 1918 года началась вторая волна пандемии с очень высокой летальностью.
К декабрю 1918 г. в большей части северного полушария пандемия прекратилась, перекатившись в южное. Летом 1918–1919 гг. более 12 тыс. человек погибло от третьей волны гриппа в Австралии, куда его занесли демобилизованные по окончании Первой мировой войны.
В последнюю неделю января 1919 г. вспышка гриппа повторилась в Европе, с такой же высокой летальностью, как при второй волне. В мае 1919 г. она была объявлена завершённой.

### Летальность

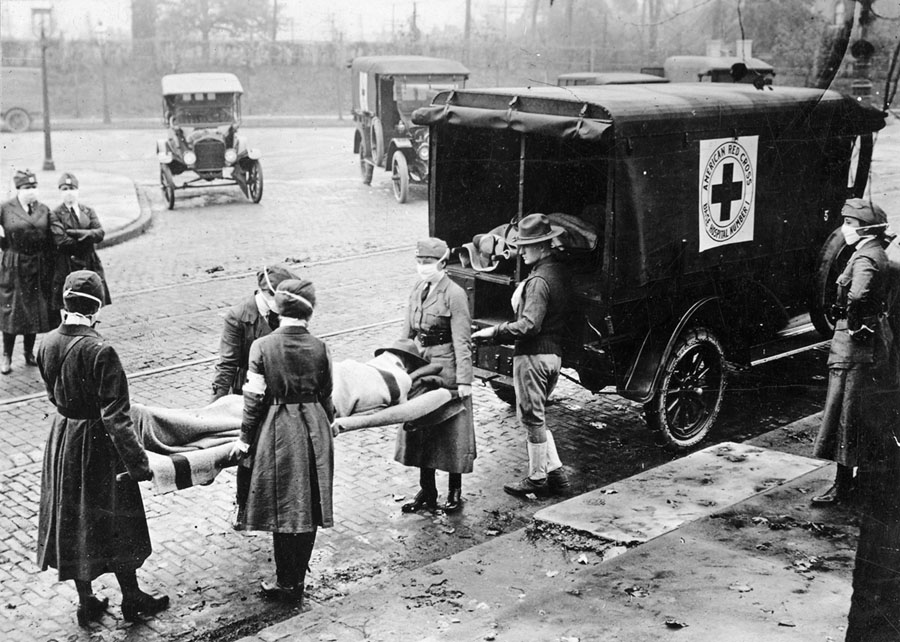
Медики Красного Креста США транспортируют тело умершего от гриппа. Сент-Луис, 1918 год.

Современные учёные считают, что повышение летальности во время второй волны пандемии связано с тенденцией к скоплению пациентов с тяжёлыми формами заболевания в больницах и временных лагерях, тогда как люди с лёгким течением заболевания оставались дома. В совокупности с вызванными мировой войной массовыми скоплениями людей это могло привести к ускоренному распространению более смертоносных штаммов вируса.
Существующие версии касательно причин высокой смертности во вторую волну вируса касаются двух типов вируса и роли вторичной инфекции, а позднее также изучалась гипотеза о трансформации вируса в сторону большей вирулентности под влиянием ряда факторов. Те и другие исследователи согласны, что вирус мутировал, однако во время второй волны защиту от летального исхода людям обеспечивали нейтрализующие антитела против таких же или сходных антигенов вирусной поверхности.
«Испанский» грипп отличается беспрецедентным уровнем смертности молодых людей, что Д.М. Моренс и его соавторы объясняют тем, что, возможно, антигенно подобный испанке штамм циркулировал до 1889 г. и обеспечил иммунную защиту более старшему поколению. Такая картина наблюдается и в наше время, когда пожилые группы также проявляют невосприимчивость к некоторым штаммам вируса. Исследования начала XXI века выявили, что  нейтрализующие антитела сохраняются в крови выживших в пандемии 1918 г. даже через 90 лет.
Г. Д. Шанкс и Дж. Ф. Брандидж связывают высокую смертность с опосредованными Т-клетками иммунопатологическими реакциями у инфицированных «испанкой», ранее имевших контакты с гетеросубтипическими штаммами вируса гриппа. Избыточный иммунный ответ на вирусную инфекцию временно повышал восприимчивость больных к бактериальным инфекциям нижних дыхательных путей, против которых у них не имелось специфических защитных антител. Это приводило к тяжёлым вторичным бактериальным пневмониям в первую очередь у людей, недавно сменивших окружение, что характерно для людей призывного возраста в военное время, и, по мнению исследователей, объясняет аномально высокую смертность среди молодёжи.

## «Испанка» в России
В России эпидемия происходила во время Гражданской войны, одновременно с эпидемиями сыпного тифа и других инфекционных болезней. Из годового отчёта Наркомздрава РСФСР следует, что с августа 1918 года по весну 1919 года в Советской России «испанкой» переболел 1,09 млн человек.
Статистика Наркомата здравоохранения РСФСР показывает, что пандемия в России развивалась синхронно с общемировой, однако весенняя вспышка 1918 года прошла почти незамеченной. Осенняя волна уже была массовой: в Киеве пандемия охватила почти всё население, заболело до 700 тыс. человек; смертность составила 1,5 %. Испанка могла прийти в центральную Россию из Австрии и Германии и началась в сентябре, её пик пришёлся на середину октября — начало ноября, как и в Германии.
Прифронтовые губернии испанка поразила прежде всего: в Смоленской — 77,3 тыс. заболевших в 1918—1919 гг., Орловской — 73,4 тыс., Псковской — 66 тыс., Калужской — 40,8 тыс., Курской — 31,6 тыс., Воронежской — 27,6 тыс., Витебской — 20 тыс., Новгородской — 20,5 тыс. Также вспышки заболеваемости произошли на территориях, примыкавших к транзитным путям: во Владимирской губернии — 89,7 тыс. (6 % населения), Тамбовской — 76,4 тыс., Нижегородской — 51,2 тыс., Костромской — 39,4 тыс. При этом аномально высокой оказалась заболеваемость в «тупиковой» Вятской губернии — 82,7 тыс. случаев, или 4 % населения. В Московской губернии уровень заболеваемости был средним (30,6 тыс., или 1,25 %), а в столичной Петроградской — низким (13,4 тыс., или 0,6 %).
На север России вирус занесли интервенты. 10 октября 1918 г. правительство Северной области создало комиссию по борьбе с инфлюэнцей. В Кемском уезде грипп поразил 19,5 % (3784 человека) из всех заболевших в сентябре-ноябре, в Шенкурском уезде было отмечено 5130 случаев. Смертность была невысокой. Грипп распространился в Архангельской губернии, чему способствовала нестабильность линии фронта между «белыми» и «красными» и активный товарообмен. Данные лазарета Северной армии на станции Обозёрская зимой 1919/1920 гг. показывают, что больные с «инфлюэнцией» составляли более трети (34,2 %). Более 60 % из них после нескольких дней в стационаре выписывались в часть, в лазарете скончался от гриппа только один больной, которого в течение 10 дней лечили от пневмонии, но после смерти диагноз исправили на тиф.
На научном совещании военных и красно-крестных врачей г. Вологды 16 декабря 1919 г. было отмечено, что испанка затрагивает главным образом людей «цветущего» возраста и чаще всего проявляется в форме гриппозной пневмонии, затрагивающей нижние доли лёгкого, а иногда сопровождается расстройствами желудочно-кишечного тракта, нервной системы или суставов. Докладчик доктор Розов обратил внимание на опасность осложнений после испанки.
Испанка не носила в России особо вредоносного характера на фоне других инфекций: холеры, вспыхнувшей в конце сентября 1918 г. в Курской и Воронежской губерниях, когда в Курской губернии смертность составила 41,5 %. Настоящей бедой стал сыпной тиф, смертность по которому выросла с 1 % в мирное время до 3-4 %, а заболеваемость им в армии выросла в 10 000 раз по сравнению с 1913 г.
В целом пандемия испанки в России обошлась без третьей волны, а её течение не было крайне тяжёлым, в отличие от эпидемий тифа, холеры, оспы, поражавших население в то же самое время.

## Последующие исследования вируса
В 1951 году Йохан Халтин попытался выделить вирус гриппа 1918 года из тел жертв пандемии, захороненных в вечной мерзлоте в городке Бревиг-Мишн, штат Аляска. Во время той пандемии 72 из 80 жителей деревни погибли от гриппа. В этих поисках Халтин не смог обнаружить тела жертв, содержащих целые вирусные частицы.
Почти 50 лет спустя, в июле 1997 года, Халтин узнал из статьи Джеффри Таубенбергера (англ. Jeffery Taubenberger) в журнале Science о новом способе извлечения генетической информации вирусов из тканей умерших. Он связался с Таубенбергером, выяснил, что тот ищет образцы гриппа 1918 года, и незадолго до своего 73-летия вернулся в Бревиг. Он снова получил разрешение на эксгумацию жертв «испанки», и, единолично работая киркой, на этот раз обнаружил полностью сохранившиеся останки полной женщины, жировая прослойка которой защитила её внутренние органы от разложения, учёный герметично упаковал её лёгкие и, вернувшись в Сан-Франциско, отправил по почте Джеффри Таубенбергеру, который работал тогда в Институте молекулярной патологии армии США (AFIP). Этот образец позволил американским учёным в октябре 2002 года воссоздать генную структуру вируса 1918 года, а 18 января 2007 года японский учёный Кобаса с соавторами сделал публикацию, что инфицированные обезьяны (Macaca fascicularis) демонстрировали классические симптомы пандемии 1918 года и умерли от цитокинового шторма — расстройства в работе иммунной системы.
Вирус того же серотипа H1N1 вызвал пандемию «свиного гриппа» в 2009 году.

## Пандемия «испанки» в культуре
Пандемия была неоднократно описана в художественных литературных произведениях.
События компьютерной игры Vampyr происходят в Лондоне 1918 года во время эпидемии.